# Vallée Centrale (Chili)
 (mars 2025).
Si vous disposez d'ouvrages ou d'articles de référence ou si vous connaissez des sites web de qualité traitant du thème abordé ici, merci de compléter l'article en donnant les références utiles à sa vérifiabilité et en les liant à la section « Notes et références ».
Pour les articles homonymes, voir Vallée Centrale.
La Vallée Centrale (Depresión intermedia ou Valle longitudinal en espagnol) est une des six grandes zones de relief qui divisent le Chili. Elle est composée des régions administratives de la région de Valparaíso, la région du Libertador General Bernardo O'Higgins, la région du Maule, la région du Biobío et la région métropolitaine de Santiago.

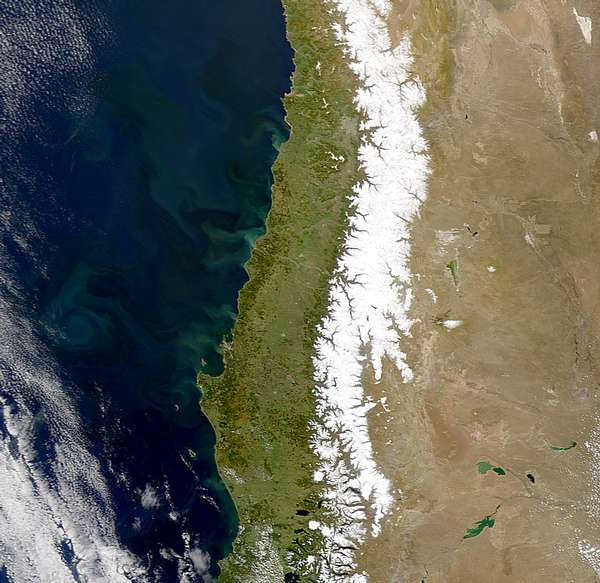
Vue par satellite de la Vallée Centrale du Chili.

Elle s'étend sur environ 650 kilomètres.

## Liminaire
Historiquement, cette région a constitué le principal lieu d’événements d'importance pour le pays (désastre de Rancagua...) et en constitue la zone la plus peuplée. De plus, elle abrite les principales industries et usines du pays.

## Économie
Son économie est un mélange entre les trois différents secteurs. Dans les campagnes prédominent l'agriculture, l'élevage, la viticulture, l'exploitation forestière. En ville prédominent les secteurs de l'industrie, des banques, des services, de l'aéronautique.
Les principales villes de cette zone sont Santiago du Chili, Valparaíso, Viña del Mar, Rancagua, Curicó, Talca, Chillán, Concepción et Talcahuano. 

## Faune et flore
La Vallée Centrale du Chili est la zone d'habitat naturel du cocotier du Chili. 